# Орио Канавезе
О̀рио Канавѐзе (на италиански: Orio Canavese; на пиемонтски: Or, Ор) е село и община в Метрополен град Торино, регион Пиемонт, Северна Италия. Разположено е на 327 m надморска височина. Към 1 януари 2020 г. населението на общината е 767 души, от които 36 са чужди граждани.